# FC Oxaco-Boechout
FC Oxaco-Boechout is een amateurvoetbalclub in Boechout in de Belgische provincie Antwerpen. De club ontstond in 2019 nadat FC OXACO en Nieuw Boechout beslisten om samen te voegen.
Hun velden bevinden zich in de Olieslagerijstraat en op Capenberg.